# هيبونشا
هيبونشا (باللغة اليابانية: 平凡社) هي دار نشر يابانية مقرها طوكيو، تُعنى بنشر الموسوعات والمعاجم والكتب في ميادين العلوم والفلسفة. منذ عام 1945، توسّعت منشوراتها لتشمل مجالات الفن والأدب. على غرار دار إيوانامي شوتن للنشر ودار تشيكوما شوبو للنشر، تتوجّه برامج نشر دار هيبونشا بشكل أساسي إلى أصحاب الدراسات العليا، وتتميّز بإصدارات موثّقة من ناحية المراجع وغنيّة بالصور التوضيحية.
يقع المكتب الرئيسي لدار هيبونشا للنشر في 3-29 كاندا-جينبوتشو ، شيودا-كو ، طوكيو 101-0051.

## تاريخ دار النشر
في عام 1914، أسّس شيموناكا ياسابورو (باللغة اليابانية: 下中彌三郎) (ولد عام 1878– توفى عام 1961) دار هيبونشا للنشر. في عام 1923، تحوّلت الدار إلى شركة عمومية محدودة. ثم، عقب زلزال كانتو الكبير عام 1923، شرعت الدار في توسيع نشاطاتها النشرية على نطاق أوسع. في عام 1927، أطلقت سلسلة "مجموعة الأدب الشعبي المعاصر" (باللغة اليابانية: 現代大衆文学全集، النطق بالأبجدية العربية: جنداي تايشو بونغاكو زِنشو) المؤلّفة من 60 مجلدًا، وقد صدرت في هيئة كتب صغيرة زهيدة الثمن، أطلق عليها اسم "كتب الينّ الواحد" (باللغة اليابانية: 一円本). اعتبارًا من عام 1928، شرعت الدار في إصدار موسوعتها الضخمة "المعجم الموسوعي" (باللغة اليابانية: 大百科事典، النطق بالأبجدية العربية: داي هياكا جيتن) في 28 مجلدًا، صدر آخرها في عام 1934.
في الفترة ما بين عامي 1934 و1936، أصدرت دار هيبونشا معجم "دايجيتين" (باللغة اليابانية: 大辭典، أي "المعجم الشامل") بتحرير شيـمونكا ياسابورُو. ما يزال هذا المعجم حتى اليوم أضخم معجم باللغة اليابانية جرى نشره على الإطلاق. تضمّن الإصدار الأصلي منه، المؤلف من 26 مجلدًا – والمتوفر حاليًا بنُسَخ مختصرة – أكثر من 700,000 مدخل معجمي، مرتبة حسب النطق.
توقفت دار النشر عن العمل خلال أربعينيات القرن العشرين، لكنها استأنفت نشاطها في نهاية الحرب العالمية الثانية سنة 1945. على مدى العقد التالي، أصدرت الدار أعمالًا جديدة، من بينها: "الموسوعة الاجتماعية" (باللغة اليابانية: 社会科事典، شاكاِيكا جِتن)، و"موسوعة التدبير المنزلي" (اللغة اليابانية: 家庭科事典، النطق بالأبجدية العربية: كاتِيكا جِتن)، و"المجموعة الكاملة لفنون العالم" (باللغة اليابانية: 世界美術全集، النطق بالأبجدية العربية: سِكاي بيجوتسو زِنشُو)، و"موسوعة تاريخ العالم" (fاللغة اليابانية: 世界歴史事典، النطق بالأبجدية العربية: سِكاي رِكيشي جِتن)، و"موسوعة الأطفال" (fاللغة اليابانية: 児童百科事典، النطق بالأبجدية العربية: كودومو هِيَكَّا جِتن). في الفترة من عام 1954 إلى عام 1959، وبمناسبة الذكرى الأربعين لتأسيس الدار، أصدرت دار النشر موسوعة عالمية شاملة بعنوان "الموسوعة العالمية الكبرى" (باللغة اليابانية: 世界大百科事典، النطق بالأبجدية العربية: سِكاي داي هِيَكَّا جِتن) في 32 مجلدًا.
في عام 1961، وفي إطار موجة رواج الموسوعات، أصدرت دار النشر «الموسوعة الوطنية» (باللغة اليابانية: 国民百科事典). في عام 1963، أطلقت دار هييبونشا أول مجلة يابانية شهرية مصوّرة بعنوان «الشمس» (باللغة اليابانية: 太陽). كما أصدرت الدار سلسلة كتب تحت عنوان «خزانة الشرق» (باللغة اليابانية: 東洋文庫)، التي ضمّت طيفًا واسعًا من الآداب الآسيوية.
شهد عام 1971 إطلاق سلسلة كتب جديدة بعنوان «مختارات هييبونشا» (باللغة اليابانية: 平凡社選書). تبع ذلك في عام 1972 صدور الطبعة الأولى من «الطبعات الخاصة: الشمس» (باللغة اليابانية: 別冊 太陽). في أوائل سبعينيات القرن العشرين، أصدرت دار هييبونشا بالتعاون مع دار ويذرهيل الأميركية سلسلة «مسح هييبونشا للفن الياباني»، وهي مجموعة كتب نُشرت بنصوص يابانية وإنجليزية معًا. أما في عام 1979، فقد بدأ إصدار سلسلة «نظام أسماء الأماكن التاريخية في اليابان» (باللغة اليابانية: 日本歴史地名大系) في خمسين مجلدًا، ولا تزال هذه السلسلة متاحة حتى عام 2022 بنسخة رقمية تحتوي على أكثر من 200,000 مدخلا مرفقا بشرح تفصيلي لكل اسم مكان.

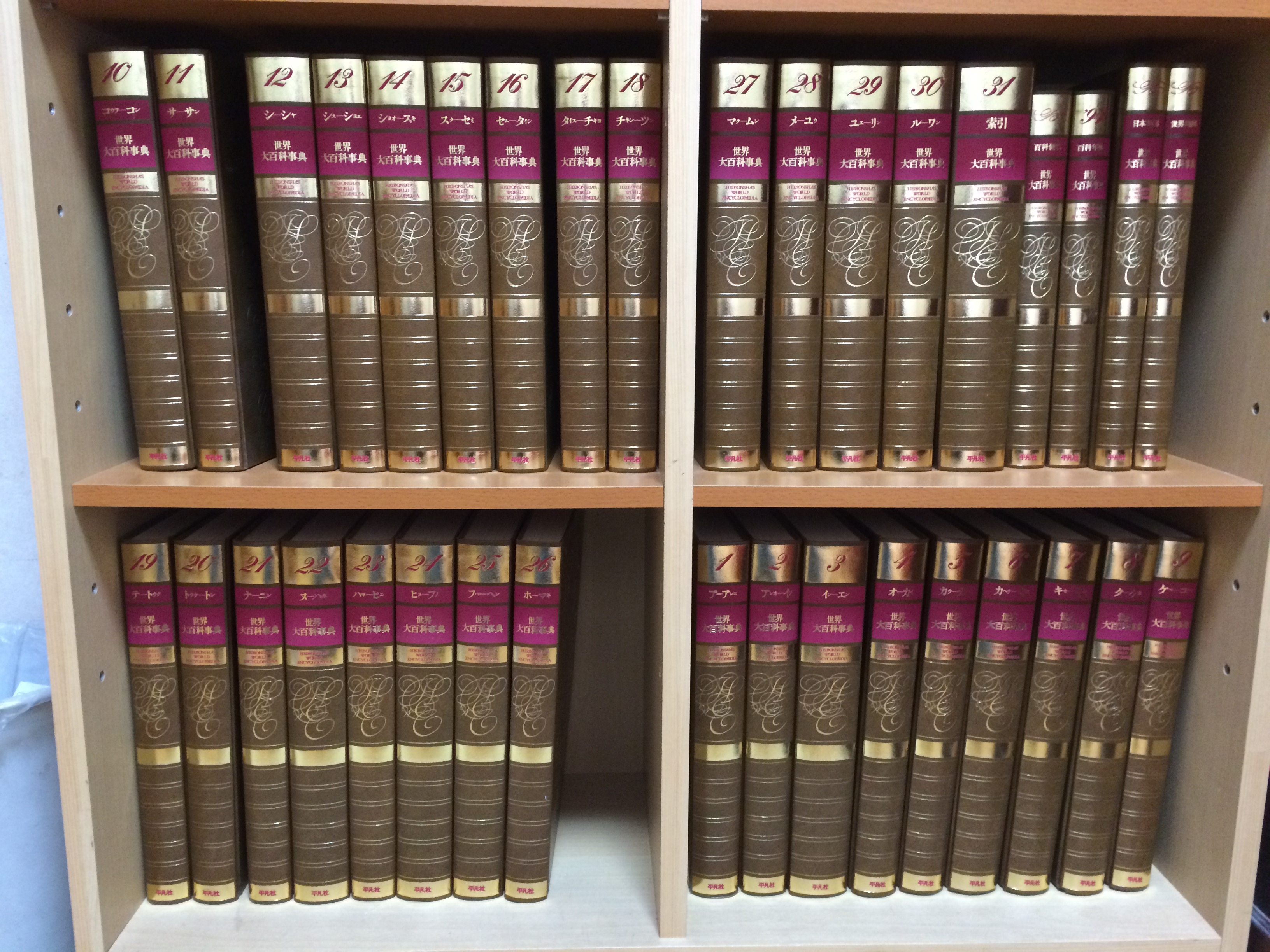
موسوعة هيبونشا العالمية (1988)

في عام 1980، انفصل معهد أبحاث الخرائط اليابانية (باللغة اليابانية: 日本地図研究所، النطق بالأبجدية العربية: نيهون تشيزو كينكيوجو)، وهو قسم داخلي في دار هيبونشا، ليُصبح دار نشر مستقلة تحت اسم "هيبونشا لنشر الخرائط" (اليابانية: 平凡社地図出版، النطق بالأبجدية العربية: هيبونشا تشيزو شوبّان).